# Élections municipales partielles françaises de 1994
Des élections municipales partielles ont lieu en 1994 en France.

## Bilan
| Partis       | Partis                             | Maires sortants | Maires élus | Évolution     |
| ------------ | ---------------------------------- | --------------- | ----------- | ------------- |
|              | Parti socialiste                   | 2               | 3           | 1             |
|              | Divers gauche                      | 1               | 2           | 1             |
|              | Parti communiste français          | 0               | 1           | 1             |
| Total gauche | Total gauche                       | 3               | 6           | 3             |
|              | Rassemblement pour la République   | 3               | 3           | en stagnation |
|              | Union pour la démocratie française | 2               | 0           | 2             |
|              | Divers droite                      | 1               | 0           | 1             |
| Total droite | Total droite                       | 6               | 3           | 3             |

## Élections

### Asnières-sur-Seine(Hauts-de-Seine)
- Maire sortant : Michel Maurice-Bokanowski (RPR)
- Maire élu ou réélu : Jean-Frantz Taittinger (RPR)

- Contexte : démission de vingt-trois conseillers municipaux appartenant à la majorité sortante

| Tête de liste            | Tête de liste               | Liste              | Premier tour | Premier tour | Second tour | Second tour | Sièges |  |
| Tête de liste            | Tête de liste               | Liste              | Voix         | %            | Voix        | %           | CM     |  |
| ------------------------ | --------------------------- | ------------------ | ------------ | ------------ | ----------- | ----------- | ------ |  |
|                          | Jean-Frantz Taittinger      | RPR - UDF (UD)     | 7 537        | 37,29        | 8 688       | 44,09       | 36     |  |
|                          | Michel Maurice-Bokanowski * | RPR diss.          | 4 525        | 22,39        | 4 491       | 22,79       | 5      |  |
|                          | Christiane Grange           | PS - PCF - GE (UG) | 4 027        | 19,92        | 4 074       | 20,67       | 5      |  |
|                          | Hubert Massol               | FN                 | 2 843        | 14,06        | 2 448       | 12,42       | 3      |  |
|                          | Anne Dechenoix              | DVD                | 1 277        | 6,31         |             |             |        |  |
|                          |                             |                    |              |              |             |             |        |  |
| Inscrits                 | Inscrits                    | Inscrits           | 37 465       | 100,00       | 37 465      | 100,00      |        |  |
| Abstentions              | Abstentions                 | Abstentions        | 16 708       | 44,59        | 17 339      | 46,28       |        |  |
| Votants                  | Votants                     | Votants            | 20 757       | 55,41        | 20 126      | 53,72       |        |  |
| Blancs et nuls           | Blancs et nuls              | Blancs et nuls     | 548          | 2,64         | 425         | 2,11        |        |  |
| Exprimés                 | Exprimés                    | Exprimés           | 20 209       | 97,36        | 19 701      | 97,89       |        |  |
| * Liste du maire sortant |                             |                    |              |              |             |             |        |  |

### Blendecques(Pas-de-Calais)
- Maire sortant : Aimé Vasseur (PS)
- Maire élu ou réélu : André Dautricourt (PS)

- Contexte : démission du maire sortant et d'une partie du conseil municipal

|                | André Dautricourt | PS             | 1 523 | 100,00 | 29 |  |  |  |
|                |                   |                |       |        |    |  |  |  |
| Inscrits       | Inscrits          | Inscrits       | 3 740 | 100,00 |    |  |  |  |
| Abstentions    | Abstentions       | Abstentions    | 1 168 | 31,22  |    |  |  |  |
| Votants        | Votants           | Votants        | 2 572 | 68,78  |    |  |  |  |
| Blancs et nuls | Blancs et nuls    | Blancs et nuls | 1 049 | 40,78  |    |  |  |  |
| Exprimés       | Exprimés          | Exprimés       | 1 523 | 59,21  |    |  |  |  |

### Corte(Haute-Corse)
- Maire sortant : Jean-Charles Colonna (CNI)
- Maire élu ou réélu : Jean-Charles Colonna (CNI)

- Contexte : démission de plus d'un tiers des membres du conseil municipal

| Tête de liste            | Tête de liste        | Liste             | Premier tour | Premier tour | Second tour | Second tour | Sièges |  |
| Tête de liste            | Tête de liste        | Liste             | Voix         | %            | Voix        | %           | CM     |  |
| ------------------------ | -------------------- | ----------------- | ------------ | ------------ | ----------- | ----------- | ------ |  |
|                          | Jean-Charles Colonna | CNI               | 1 248        | 46,41        | 1 422       | 53,82       | 23     |  |
|                          | Antoine Sindali      | RPR               | 598          | 22,23        | 555         | 21,00       | 3      |  |
|                          | Claude Giudicelli    | PS - MRG          | 344          | 12,79        | 374         | 14,15       | 2      |  |
|                          | Antoine Orsini       | REG (Prima Corti) | 269          | 10,00        | 275         | 10,40       | 1      |  |
|                          | Francescu Rocchi     | CN                | 230          | 8,55         |             |             |        |  |
|                          |                      |                   |              |              |             |             |        |  |
| Inscrits                 | Inscrits             | Inscrits          | 3 374        | 100,00       |             | 100,00      |        |  |
| Abstentions              | Abstentions          | Abstentions       | 530          | 15,70        |             |             |        |  |
| Votants                  | Votants              | Votants           | 2 844        | 84,30        |             |             |        |  |
| Blancs et nuls           | Blancs et nuls       | Blancs et nuls    | 155          | 5,45         |             |             |        |  |
| Exprimés                 | Exprimés             | Exprimés          | 2 689        | 94,55        | 2 626       |             |        |  |
| * Liste du maire sortant |                      |                   |              |              |             |             |        |  |

### Chemillé(Maine-et-Loire)
- Maire sortant : Louis Asseray (UDF-CDS)
- Maire élu ou réélu : Michel Mignard (RPR)

- Contexte : démission d'une majorité (19) des membres du conseil municipal

|                              | Michel Mignard  | RPR - DVD - PS - DVG | 1 569 | 55,23  | 23 |  |  |  |
| Union pour Chemillé          |                 |                      | 1 569 | 55,23  | 23 |  |  |  |
|                              | Louis Asseray * | UDF-CDS - DVD        | 1 272 | 44,77  | 6  |  |  |  |
| Continuité, action, sérénité |                 |                      | 1 272 | 44,77  | 6  |  |  |  |
|                              |                 |                      |       |        |    |  |  |  |
| Inscrits                     | Inscrits        | Inscrits             | 4 189 | 100,00 |    |  |  |  |
| Abstentions                  | Abstentions     | Abstentions          | 1 169 | 27,91  |    |  |  |  |
| Votants                      | Votants         | Votants              | 3 020 | 72,09  |    |  |  |  |
| Blancs et nuls               | Blancs et nuls  | Blancs et nuls       | 179   | 5,93   |    |  |  |  |
| Exprimés                     | Exprimés        | Exprimés             | 2 841 | 94,07  |    |  |  |  |
| * Liste du maire sortant     |                 |                      |       |        |    |  |  |  |

### Fontenay-aux-Roses(Hauts-de-Seine)
- Maire sortant : Alain Moizan (RPR)
- Maire élu ou réélu : Pascal Buchet (PS)

- Contexte : démission d'une partie des conseillers municipaux de la majorité sortante

| Tête de liste  | Tête de liste       | Liste               | Premier tour | Premier tour | Second tour | Second tour | Sièges |  |
| Tête de liste  | Tête de liste       | Liste               | Voix         | %            | Voix        | %           | CM     |  |
| -------------- | ------------------- | ------------------- | ------------ | ------------ | ----------- | ----------- | ------ |  |
|                | Pascal Buchet       | PS - PCF - MRG (UG) | 2 519        | 36,05        | 3 903       | 45,62       | 26     |  |
|                | Denis Ledoux        | ECO                 | 1 076        | 15,40        | 1 558       | 18,21       | 3      |  |
|                | Jacqueline Reissier | RPR                 | 1 054        | 15,08        | 3 094       | 36,16       | 6      |  |
|                | Alain Meyran        | UDF                 | 961          | 13,75        | 3 094       | 36,16       | 6      |  |
|                | Annie Limagne       | RPR diss.           | 765          | 10,95        | 3 094       | 36,16       | 6      |  |
|                | Pierre Marino       | RPR diss.           | 611          | 8,74         |             |             |        |  |
|                |                     |                     |              |              |             |             |        |  |
| Inscrits       | Inscrits            | Inscrits            | 14 569       | 100,00       | 14 569      | 100,00      |        |  |
| Abstentions    | Abstentions         | Abstentions         | 7 427        | 50,97        | 5 719       | 39,25       |        |  |
| Votants        | Votants             | Votants             | 7 142        | 49,03        | 8 850       | 60,75       |        |  |
| Blancs et nuls | Blancs et nuls      | Blancs et nuls      | 156          | 2,18         | 295         | 3,33        |        |  |
| Exprimés       | Exprimés            | Exprimés            | 6 986        | 97,82        | 8 555       | 96,67       |        |  |

### Marines(Val-d'Oise)
- Maire sortant : Joseph Parpay (DVD)
- Maire élu ou réélu : Jacqueline Maigret (DVG)

- Contexte : démission de l'ensemble du conseil municipal (sauf le maire sortant)[8]

### Modane(Savoie)
- Maire sortant : Jacques Geneletti (RPR)
- Maire élu ou réélu : Jacques Geneletti (RPR)

- Contexte : dissensions au sein de la majorité municipale sortante et démission de conseillers municipaux

| Tête de liste            | Tête de liste      | Liste          | Premier tour | Premier tour | Second tour | Second tour | Sièges |  |
| Tête de liste            | Tête de liste      | Liste          | Voix         | %            | Voix        | %           | CM     |  |
| ------------------------ | ------------------ | -------------- | ------------ | ------------ | ----------- | ----------- | ------ |  |
|                          | Jacques Geneletti  | RPR            | 493          | 36,79        | 574         | 40,02       | 19     |  |
|                          | Claude Vallet      | PS app.        | 473          | 35,29        | 534         | 37,23       | 5      |  |
|                          | François Novellino | DVD            | 374          | 27,91        | 326         | 22,73       | 3      |  |
|                          |                    |                |              |              |             |             |        |  |
| Inscrits                 | Inscrits           | Inscrits       | 2 099        | 100,00       | 2 100       | 100,00      |        |  |
| Abstentions              | Abstentions        | Abstentions    | 648          | 30,87        | 599         | 28,52       |        |  |
| Votants                  | Votants            | Votants        | 1 451        | 69,13        | 1 501       | 71,48       |        |  |
| Blancs et nuls           | Blancs et nuls     | Blancs et nuls | 111          | 7,65         | 67          | 4,46        |        |  |
| Exprimés                 | Exprimés           | Exprimés       | 1 340        | 92,35        | 1 434       | 95,54       |        |  |
| * Liste du maire sortant |                    |                |              |              |             |             |        |  |

### Mutzig(Bas-Rhin)
- Maire sortant : André Courtès (DVG)
- Maire élu ou réélu : André Courtès (DVG)

- Contexte : démission d'une majorité des membres du conseil municipal

| Tête de liste            | Tête de liste   | Liste          | Premier tour | Premier tour | Second tour | Second tour | Sièges |  |
| Tête de liste            | Tête de liste   | Liste          | Voix         | %            | Voix        | %           | CM     |  |
| ------------------------ | --------------- | -------------- | ------------ | ------------ | ----------- | ----------- | ------ |  |
|                          | André Courtès * | DVG            | 956          | 45,80        | 1 122       | 53,40       | 21     |  |
|                          | François Jost   | DVG            | 582          | 27,88        | 979         | 46,60       | 6      |  |
|                          | Norbert Hugel   | SE             | 353          | 16,91        | 979         | 46,60       | 6      |  |
|                          | Paul Becquemont | SE             | 196          | 9,39         | 979         | 46,60       | 6      |  |
|                          |                 |                |              |              |             |             |        |  |
| Inscrits                 | Inscrits        | Inscrits       | 3 040        | 100,00       | 3 040       | 100,00      |        |  |
| Abstentions              | Abstentions     | Abstentions    | 880          | 28,94        | 862         | 28,36       |        |  |
| Votants                  | Votants         | Votants        | 2 160        | 71,06        | 2 178       | 71,64       |        |  |
| Blancs et nuls           | Blancs et nuls  | Blancs et nuls | 73           | 3,38         | 77          | 3,53        |        |  |
| Exprimés                 | Exprimés        | Exprimés       | 2 087        | 96,62        | 2 101       | 96,46       |        |  |
| * Liste du maire sortant |                 |                |              |              |             |             |        |  |

### Poligny(Jura)
- Maire sortant : Pierre Tinguely (UDF-CDS)
- Maire élu ou réélu : Jean-Claude Collin (PCF)

- Contexte : démission d'une partie des conseillers municipaux

| Tête de liste            | Tête de liste      | Liste          | Premier tour | Premier tour | Second tour | Second tour | Sièges |  |
| Tête de liste            | Tête de liste      | Liste          | Voix         | %            | Voix        | %           | CM     |  |
| ------------------------ | ------------------ | -------------- | ------------ | ------------ | ----------- | ----------- | ------ |  |
|                          | Jean-Claude Collin | PCF - PS       | 638          | 36,60        | 1 053       | 53,80       | 21     |  |
|                          | Pierre Tinguely *  | UDF - RPR      | 631          | 36,20        | 904         | 46,19       | 6      |  |
|                          | Jean-Paul Girod    | DVG - ECO      | 474          | 27,19        |             |             |        |  |
|                          |                    |                |              |              |             |             |        |  |
| Inscrits                 | Inscrits           | Inscrits       | 2 986        | 100,00       | 2 982       | 100,00      |        |  |
| Abstentions              | Abstentions        | Abstentions    | 1 071        | 35,86        | 870         | 29,17       |        |  |
| Votants                  | Votants            | Votants        | 1 915        | 64,14        | 2 112       | 70,83       |        |  |
| Blancs et nuls           | Blancs et nuls     | Blancs et nuls | 172          | 8,98         | 155         | 7,34        |        |  |
| Exprimés                 | Exprimés           | Exprimés       | 1 743        | 91,02        | 1 957       | 92,66       |        |  |
| * Liste du maire sortant |                    |                |              |              |             |             |        |  |

### Revin(Ardennes)
- Maire sortant : Gérard Istace (PS)
- Maire élu ou réélu : Bernard Dahout (PS)

- Contexte : démission du maire sortant

|                | Bernard Dahout | PS             | 1 778 | 62,21  | 24 |  |  |  |
|                | Danièle Loriot | DVD            | 1 080 | 37,78  | 5  |  |  |  |
|                |                |                |       |        |    |  |  |  |
| Inscrits       | Inscrits       | Inscrits       | 5 157 | 100,00 |    |  |  |  |
| Abstentions    | Abstentions    | Abstentions    | 2 093 | 40,58  |    |  |  |  |
| Votants        | Votants        | Votants        | 3 064 | 59,42  |    |  |  |  |
| Blancs et nuls | Blancs et nuls | Blancs et nuls | 206   | 6,72   |    |  |  |  |
| Exprimés       | Exprimés       | Exprimés       | 2 858 | 93,28  |    |  |  |  |

### Saint-Tropez(Var)
- Maire sortant : Jean-Michel Couve (RPR)
- Maire élu ou réélu : Jean-Michel Couve (RPR)

- Contexte : annulation de l'élection municipale partielle du 2 mai 1993 par le Conseil d'État

|                          | Jean-Michel Couve * | RPR            | 2 404 | 58,47  | 24 |  |  |  |
|                          | Alain Spada         | DVD            | 1 707 | 41,52  | 5  |  |  |  |
|                          |                     |                |       |        |    |  |  |  |
| Inscrits                 | Inscrits            | Inscrits       | 5 116 | 100,00 |    |  |  |  |
| Abstentions              | Abstentions         | Abstentions    | 875   | 17,10  |    |  |  |  |
| Votants                  | Votants             | Votants        | 4 241 | 82,90  |    |  |  |  |
| Blancs et nuls           | Blancs et nuls      | Blancs et nuls | 130   | 3,06   |    |  |  |  |
| Exprimés                 | Exprimés            | Exprimés       | 4 111 | 96,93  |    |  |  |  |
| * Liste du maire sortant |                     |                |       |        |    |  |  |  |